# Oleg Sîrghi
Oleg Sîrghi (ur. 9 lipca 1987) – mołdawski sztangista, trzykrotny mistrz Europy.
Największym jego sukcesem jest złoty medal mistrzostw Europy w 2011 roku. Startując w kategorii wagowej do 56 kg osiągnął 262 kg w dwuboju. Rok później, w Antalyi, został wicemistrzem Europy.